# 에비에촌 (도야마현)
에비에촌(海老江村)은 도야마현 이미즈군에 설치되었던 촌이다.